# Odruch rogówkowo-bródkowy
Odruch rogówkowo-bródkowy (odruch Goldine) – atawistyczny odruch deliberacyjny, polegający na skurczu mięśni bródki w odpowiedzi na podrażnienie rogówki (przeprowadzone tak jak przy wywoływaniu odruchu rogówkowego). Skurcz jest jednostronny i dotyczy strony, po której drażniona była rogówka. 
Odruch ten u dorosłych świadczy o patologii układu nerwowego (np. obustronne uszkodzenie dróg korowo-jądrowych). Także rozlane uszkodzenie układu nerwowego o podłożu zwyrodnieniowym lub miażdżycowym powoduje, że możemy zaobserwować go u ludzi w podeszłym wieku.